# Liah
Liah, conosciuta anche come Liah Soares, pseudonimo di Eliane Soares da Silva (Tucuruí, 18 gennaio 1980), è una cantautrice brasiliana.

## Biografia
Nata in una famiglia conservatrice, Liah mostra interesse per gli strumenti musicali fin dall'infanzia. Partecipa al suo primo festival di musica a soli 12 anni. A 14 lascia la casa dei genitori a São Domingos do Araguaia per andare a vivere con alcuni parenti nella città di Santa Catarina, poi si trasferisce da sola a San Paolo. Nel 2000, a 19 anni, scrive il brano Fotos no espelho per la cantante e presentatrice Angélica. Dà così inizio ad un'intensa attività autoriale che nel 2003 la porta a firmare il suo primo contratto discografico con la EMI.

## Discografia

### Album in studio
- 2004 – Liah
- 2005 – Perdas e ganhos
- 2009 – Livre
- 2012 – Quatro cantos

### Album dal vivo
- 2015 – Ao vivo no Theatro da Paz

### EP
- 2014 – O som é o sol
- 2016 – Filha de Belém

### Singoli (parziale)
- 2003 – Garotas choram mais
- 2004 – Poesia e paixão
- 2004 – O amor é mais
- 2005 – Sere nere-Tarde negra
- 2005 – Tarde demais
- 2006 – Perdas e ganhos
- 2007 – Livre
- 2008 – Algo mudou
- 2008 – E não vou mais deixar você tão só
- 2009 – Outra porta
- 2011 – Todos os cantos
- 2012 – Nossa música
- 2014 – Você por perto
- 2016 – Vem me ver
- 2017 – Um mais um
- 2018 – Tô chegando
- 2018 – Girassol